# Оверино
Ове́рино — деревня в Таборинском районе Свердловской области России.

## География
Деревня расположена в месте слияния рек Масья и Павья в 21 км к югу от д. Кузнецово, в 30 километрах (по автотрассе в 40 километрах) к югу-юго-востоку от районного центра села Таборы, в 38 км к северо-западу от города Тавды, в 67 км к северо-востоку от Туринска, в 300 км к северо-востоку от Екатеринбурга и в 130 км к северо-западу от Тюмени. Вблизи проходит автодорога Тавда — Таборы.

### Климат
Климат континентальный с холодной зимой и тёплым летом.

### Уличная сеть
В деревне имеются следующие улицы: Заречная ул., Лесная ул., Мира ул., Новая ул., Октябрьская ул., Советская ул., Торговая ул., Школьная ул.

## История
В 1850 году в Таборинской волости Туринского округа Тобольской губернии.
Согласно переписным листам переписи населения Российской империи 1897 года, жители деревни носили следующие фамилии: Оверин, Немченков, Халтурин, Шапашков,
Крутиков, Веселовский, Вишневский, Пестов, Коркин, Семухин, Черепков, Гусельников, Муха, Галкин, Шевченко, Тренин, Храмов, Непомнящий, Иванов, Третьяков, Морозов, Булатов, Пятков, Куликов, Томушкин, Еременко, Головицкий, Горняков, Белослудцев, Кузнецов, Храмцов, Орехов, Кокорин, Немченков, Шабанов, Каргаев, Евлампиев, Маркитантов, Сафронов, Буранов, Коробко, Новосёлов, Емельянов.
С 1 января 2006 года входит в состав муниципального образования Кузнецовское сельское поселение.

## Инфраструктура
Личное подсобное хозяйство с зоной сельскохозяйственного использования, индивидуальная застройка усадебного типа.
Основа экономики — сельское хозяйство.
Оверинская основная общеобразовательная школа, Оверинская сельская библиотека, Администрация сельского поселения

## Религия
Действует часовня, на въезде в деревню.

### Николаевская церковь
В 1896 году была построена деревянная, однопрестольная церковь, которая была освящена во имя святого Николая, архиепископа Мирликийского. Николаевская церковь была закрыта в 1930-е годы, в советское время в здании размещался склад.

## Транспорт
Деревня доступна автотранспортом. Остановка общественного транспорта «Оверино».